# Primo arbitrato di Vienna

Annessioni dell'Ungheria negli anni '30 e '40. In arancione i territori acquisiti con il Primo arbitrato di Vienna

Con il nome di primo arbitrato di Vienna (o Primo Diktat di Vienna) è noto il lodo arbitrale del 2 novembre 1938 con cui l'Italia fascista e la Germania nazista obbligarono la Cecoslovacchia a cedere vaste porzioni della Slovacchia meridionale e della Rutenia all'Ungheria.
Il termine "arbitrato" si riferisce al fatto che la soluzione della controversia territoriale tra Ungheria e Cecoslovacchia fu affidata ufficialmente a Germania e Italia, che assunsero il ruolo di arbitri, mentre le due parti contendenti si impegnavano ad accettare la decisione, quale che fosse.

## Premesse
Il primo arbitrato di Vienna è da inquadrarsi nella generale politica revisionista dell'Ungheria rispetto ai trattati di pace della prima guerra mondiale. Il Trattato del Trianon (1920) aveva difatti sancito un drastico ridimensionamento territoriale di quello che una volta era il vasto Regno d'Ungheria, e i milioni di ungheresi rimasti al di fuori dei confini nazionali furono presi da Budapest come fondamento delle proprie istanze revisionistiche. Peraltro, un diffuso revanscismo era presente anche tra la popolazione.
Le principali mire espansionistiche dell'Ungheria erano rivolte verso la Transilvania e verso la Cecoslovacchia, nei cui confini vivevano milioni di magiari. Pur avendo sempre rivendicato apertamente i territori della Slovacchia meridionale e della Rutenia subcarpatica, e pur ipotizzando un'invasione congiunta grazie all'alleanza con la Polonia (che rivendicava il territorio di Teschen), il governo di Miklós Horthy non osò mai uscire dalle vie diplomatiche, in quanto temeva la superiorità dell'esercito cecoslovacco. Quest'ultimo era uno dei più efficienti sul suolo europeo e inoltre la capitale Budapest era situata a poca distanza dal confine, tale da agevolare devastanti controincursioni aeree.
Fin dal novembre 1937 Hitler aveva promesso agli Ungheresi una non meglio specificata parte della Cecoslovacchia, mentre già nella primavera del 1938 il conte János Eszterházy, leader della minoranza ungherese in Cecoslovacchia, aveva presentato all'alleato tedesco un piano per l'incorporazione dell'intera Slovacchia nella Grande Ungheria.

Cessioni territoriali della Rutenia subcarpatica cecoslovacca all'Ungheria con il Primo Arbitrato di Vienna

Quando in seguito alla crisi dei Sudeti la Conferenza di Monaco (30 settembre 1938) discusse il passaggio della regione germanofona dei Sudeti alla Germania, la Cecoslovacchia fu costretta a subire un notevole ridimensionamento territoriale e il quasi accerchiamento da parte del Terzo Reich. La facile vittoria di Hitler, che era riuscito a ottenere compensi territoriali in cambio della promessa della pace, spinse gli altri stati vicini a fare altrettanto, approfittando della circostanza che gli unici stati garanti dell'integrità territoriale cecoslovacca (Francia e Inghilterra) non avevano esitato a tirarsi indietro nel momento cruciale, avallandone di fatto la sua spartizione.
Su pressioni polacche e ungheresi l'Accordo di Monaco, il trattato finale che chiuse la Conferenza, fu integrato con protocolli supplementari. In essi venne stabilito che la Cecoslovacchia avrebbe dovuto sciogliere le questioni sollevate delle sue minoranze ungheresi e polacche entro tre mesi, mediante negoziati bilaterali; altrimenti le questioni sarebbero state risolte dai quattro stati firmatari dell'Accordo (Germania, Italia, Francia e Inghilterra).
La Polonia passò tuttavia a occupare Teschen (1000 km², prevalentemente abitati da polacchi) già il 1º ottobre, mentre i negoziati previsti dall'Accordo di Monaco iniziarono solamente il 25. Per effetto di questo negoziato, la Polonia ottenne lievi concessioni territoriali nei Carpazi (226 km², con 4.280 abitanti di cui 0,3% polacchi).
Il 6 ed 11 ottobre il governo cecoslovacco concesse l'autonomia rispettivamente alla Slovacchia e alla Rutenia subcarpatica (rinominata per l'occasione "Ucraina carpatica").

## Il negoziato
Invocando le disposizioni dei protocolli addizionali dell'Accordo di Monaco, il 1º ottobre l'Ungheria chiese alla Cecoslovacchia di intavolare il negoziato. Sotto pressione internazionale, Praga acconsentì all'apertura del negoziato, che ebbe luogo a Komárno, una città sulla sponda slovacca del Danubio di fronte all'Ungheria, tra il 9 e il 13 ottobre.
La delegazione cecoslovacca fu guidata dal Primo Ministro della Slovacchia autonoma, Jozef Tiso, e comprendeva il ministro della giustizia del gabinetto slovacco, Ferdinand Ďurčanský, e il generale Rudolf Viest. Il governo centrale cecoslovacco venne invece rappresentato da Ivan Krno, direttore politico del ministero degli Esteri, con il rango di ambasciatore straordinario e ministro plenipotenziario, mentre la Rutenia Subcarpatica fu rappresentata principalmente dal relativo ministro senza portafoglio, I. Parkányi. Si trattava complessivamente di persone prive di esperienza e non all'altezza del ruolo, al contrario della smaliziata delegazione ungherese (guidata dal ministro degli Esteri Kálmán Kánya e dal ministro dell'Istruzione Pál Teleki), che aveva avuto istruzioni di avanzare solamente pretese e di non negoziare.
La differenza sostanziale tra le argomentazioni delle due parti fu fondata sui differenti censimenti presi in considerazione per la determinazione dei confini linguistici: mentre l'Ungheria (così come aveva fatto la Germania durante la Conferenza di Monaco) era partita dal censimento austro-ungarico del 1910, la Cecoslovacchia si basò sull'ultimo censimento del 1930, contestando l'attendibilità dei dati del 1910 e producendo dati tratti dai censimenti austro-ungarici anteriori al 1900, epoca in cui il processo di magiarizzazione non era stato ancora così invasivo. La differenza tra i dati dei vari censimenti era amplificata dai rispettivi metodi di rilevazione (da notare che i censimenti austro-ungarici classificavano la popolazione non in base alla nazionalità, bensì alla lingua d'uso) e dal fatto che gran parte dei bilingui si era dichiarata prima ungherese e poi slovacca. Un'altra differenza era data dalla fascia dei dipendenti della pubblica amministrazione, che venivano tradizionalmente insediati dal governo centrale in luoghi abitati da minoranze etniche.
Quale segno di buona volontà, la delegazione cecoslovacca offrì all'Ungheria il nodo ferroviario di Slovenské Nové Mesto (fino al 1918 un sobborgo della città frontaliera di Sátoraljaújhely), così come la città di Šahy (ungh.: Ipolyság); entrambe le città furono occupate dall'Ungheria il 12 ottobre.
All'inizio del negoziato, l'Ungheria chiese per sé tutti i territori slovacchi e ruteni a sud della linea di Devín (Dévény) - Bratislava (Pozsony) - Nitra (Nyitra) - Tlmače (Garamtolmács) - Levice (Léva) - Lučenec (Losonc) - Rimavská Sobota (Rimaszombat) - Jelšava (Jolsva) - Rožňava (Rozsnyó) - Košice (Kassa) - Trebišov (Tőketerebes) - Pavlovce (Pálócz) - Užhorod (Ungvár) - Mukačevo (Munkács) - Vynohradiv (Nagyszőlős). Secondo il censimento cecoslovacco del 1930, tale territorio (12.124 km²) comprendeva 550.000 ungheresi e 432.000 slovacchi, pari al 23% dell'intera popolazione dello Stato. La delegazione magiara pretese inoltre di indire nel rimanente territorio slovacco un plebiscito sull'incorporazione nell'Ungheria.
La delegazione cecoslovacca, dal canto suo, contropropose all'Ungheria la creazione di una regione autonoma ungherese all'interno della Slovacchia, proposta respinta da Kánya come una "battuta". A questo punto la Cecoslovacchia propose la cessione dello Žitný ostrov (ted. Große Schüttinsel, ungh. Csallóköz; 1.838 km² e 105.418 abitanti), la creazione di un porto franco a Komárno, e uno scambio di popolazioni nelle rimanenti regioni di frontiera.
A fronte dell'ulteriore rifiuto ungherese, il 13 ottobre i cecoslovacchi proposero un'altra soluzione, secondo la quale sarebbero infine rimasti in Slovacchia e Rutenia così tanti ungheresi quanti slovacchi in Ungheria. Tale proposta fu però dichiarata inaccettabile dall'Ungheria perché comportava la permanenza in Cecoslovacchia delle principali città della regione (Levice, Košice e Užhorod) e perché ai fini del bilanciamento conteggiava i ruteni come slovacchi. La sera del 13 ottobre, in seguito a consultazioni con Budapest, Kánya dichiarò il fallimento del negoziato senza presentare una controproposta ungherese.

## Dopo il negoziato
Il 5 ottobre 1938, la Germania aveva deciso internamente che "per ragioni militari una frontiera comune tra Ungheria e Polonia era indesiderabile" e che era "interesse militare [della Germania] che la Slovacchia non venisse separata dalla Cecoslovacchia e che rimanesse sotto forte influenza tedesca".
Il 13 ottobre, data dello stallo del negoziato, l'Ungheria si mobilitò parzialmente, manovra seguita immediatamente dalla dichiarazione della legge marziale nelle regioni cecoslovacche di frontiera. L'Ungheria inviò delegazioni in Italia e Germania; il conte Csáky fu mandato a Roma e il governo italiano iniziò a preparare una conferenza a quattro sulla falsariga di quella di Monaco. Il 16 ottobre l'emissario ungherese in Germania, Kálmán Darányi, dichiarò al Führer che l'Ungheria era pronta alla guerra, mentre quest'ultimo fece presente che l'Ungheria aveva mentito nell'affermare che gli slovacchi e i ruteni anelavano alla riunione con l'Ungheria a tutti i costi, e mise in guardia l'alleato dicendo che in caso di guerra nessuno sarebbe corso in suo soccorso. Piuttosto, Hitler caldeggiò la ripresa dei negoziati secondo il principio delle nazionalità, puntualizzando però che la città di Bratislava (che contava allora una forte presenza tedesca) non sarebbe passata all'Ungheria perché i tedeschi non avrebbero mai accettato di vivere come minoranza in un paese che non aveva brillato per la tutela delle minoranze etniche.
A seguito di questa conversazione il ministro degli Esteri tedesco Joachim von Ribbentrop, in cooperazione con l'Ungheria e in presenza del ministro degli Esteri cecoslovacco František Chvalkovský, propose una nuova linea di frontiera detta "linea Ribbentrop". Questa linea, più fedele al principio etnico (ad esempio, assegnava Bratislava e Nitra alla Slovacchia), divergeva tuttavia poco dalla proposta ungherese. Allo stesso tempo Ribbentrop contattò l'alleato italiano per far interrompere la pianificazione della nuova conferenza a quattro, perché la Germania preferiva "agire dietro le scene".
Di ritorno a Praga, il ministro degli Esteri cecoslovacco raccomandò l'accettazione della linea Ribbentrop, ma il 19 ottobre i delegati slovacchi Tiso e Ďurčanský si incontrarono con Ribbentrop a Monaco di Baviera e - mostrandogli statistiche della popolazione che provavano la forte magiarizzazione avvenuta nel Regno d'Ungheria (anche a danno dei tedeschi) nel XIX secolo - lo persuasero ad assegnare Košice alla Cecoslovacchia e ad accettare il principio secondo cui sarebbero dovuti rimanere così tanti slovacchi e ruteni in Ungheria quanti i magiari in Cecoslovacchia. Pochi giorni dopo, Ribbentrop si mostrò alquanto ostile agli ungheresi. Come scrisse il ministro degli Esteri italiano Galeazzo Ciano, "la verità è che intende proteggere la Cecoslovacchia più che può e sacrificare le ambizioni, anche quelle legittime, dell'Ungheria."
Dopo il 17 ottobre, le attività intorno alla Rutenia Subcarpatica si intensificarono: la Polonia propose una spartizione della Rutenia Subcarpatica tra l'Ungheria, la Polonia e la Romania. Il governo romeno, fidato alleato della Cecoslovacchia contro l'Ungheria (Piccola Intesa), respinse la proposta, offrendo addirittura aiuto militare in Rutenia all'alleato cecoslovacco. L'Ungheria, dal canto suo, cercò di convincere i delegati ruteni a diventare parte dell'Ungheria. Nello stesso tempo la Polonia mosse le truppe in direzione della frontiera dei Carpazi per sostenere la causa della frontiera comune polacco-ungherese. A questo punto rientrò in gioco la Germania (che era contraria a questo confine perché avrebbe ridotto la lunghezza della linea di aggressione della Polonia), chiedendo per sé come compensazione la restituzione del corridoio di Danzica. La proposta tedesca fu respinta dalla Polonia, mentre il 20 ottobre i delegati ruteni produssero una risoluzione più o meno a favore di un plebiscito per il ritorno integrale della Rutenia in Ungheria. Cinque giorni dopo il primo ministro ruteno Andriy Borody fu arrestato a Praga e il ministro degli Esteri ruteno Augustin Vološin fu chiamato al suo posto; quest'ultimo, rigettando l'idea di un plebiscito, si dimostrò favorevole unicamente alla cessione dei territori etnicamente magiari.

## Ripresa del negoziato
Nel frattempo, il negoziato tra Ungheria e Cecoslovacchia riprese mediante canali diplomatici. In seguito al colloquio di Monaco del 19 ottobre tra delegazione slovacca e von Ribbentrop, il 22 ottobre la Cecoslovacchia fece la sua "Terza Offerta Territoriale", accettando di cedere 9.606 km² in Slovacchia meridionale oltre ad altri 1.694 km² in Rutenia Subcarpatica, ma mantenendo Bratislava, Nitra e Košice. La risposta ungherese fu l'ennesimo diniego; come controproposta fu richiesta l'immediata occupazione dei territori offerti e l'indizione di un referendum nei territori disputati, nonché il diritto della Rutenia di "decidere del proprio futuro" (ossia di accedere all'Ungheria). Budapest minacciò inoltre di appellarsi all'arbitrato congiunto italo-tedesco (per la Slovacchia occidentale) e polacco-tedesco (per la Slovacchia orientale e la Rutenia) nel caso in cui la Cecoslovacchia non fosse d'accordo. Il governo di Praga rifiutò l'ultimatum ma acconsentì all'arbitrato, non solo per le pressioni internazionali, ma anche per la drammatica situazione di isolamento in cui lo Stato cecoslovacco stava precipitando. L'integrità della Cecoslovacchia non era minacciata solamente dall'esterno (Germania e Ungheria), ma questa volta anche dall'interno (spinte centrifughe della Slovacchia e negoziati paralleli). In questo frangente, la Francia e la Gran Bretagna annunciarono di non avere interesse all'arbitrato, mostrandosi tuttavia disposte a partecipare se del caso a una conferenza a quattro.

## Prima dell'arbitrato
La Cecoslovacchia tuttavia sottovalutò l'influenza ungherese sul governo italiano. Gli ungheresi persuasero l'Italia che l'influenza tedesca in Cecoslovacchia sarebbe potuta essere controbilanciata da un'Ungheria forte, ovviamente alleata dell'Italia, e di conseguenza il 27 ottobre, a Roma, il ministro Ciano persuase von Ribbentrop (che nel frattempo aveva cambiato idea ed era giunto a sostenere una conferenza a quattro) dell'opportunità di un arbitrato, in modo da scalzare l'influenza franco-britannica. Dopo una lunga esitazione, von Ribbentrop fu anche persuaso che l'esito dell'arbitrato sarebbe dovuto andare oltre il principio etnico, per consegnare all'Ungheria le città di Košice, Užhorod e Mukačevo; di fatto, cedendo queste due ultime città (gli unici centri urbani di una qualche importanza in Rutenia), la Rutenia subcarpatica si sarebbe trovata priva di centri economici e incapace di sostentarsi. Naturalmente la Cecoslovacchia ignorava questo cambiamento di vedute di von Ribbentrop e la fiducia dei leader slovacchi nei confronti di una decisione tedesca favorevole servì a farle accettare l'arbitrato.
Il 29 ottobre 1938 Cecoslovacchia e Ungheria si rivolsero ufficialmente alla Germania e all'Italia con la richiesta di arbitrato, dichiarando subito che ne avrebbero accettato l'esito.

## L'arbitrato
Il lodo arbitrale fu pronunciato a Vienna, città da poco annessa alla Germania, dai ministri degli Esteri tedesco (von Ribbentrop) e italiano (Ciano). La delegazione ungherese era guidata dal ministro degli Esteri Kánya, accompagnato dal ministro dell'Educazione Teleki; i cecoslovacchi erano rappresentati dal ministro degli Esteri Chvalkovský e da Ivan Krno. Altri membri importanti della delegazione cecoslovacca erano i rappresentanti della Rutenia subcarpatica (Vološin) e della Slovacchia (Monsignor Tiso e il ministro della Giustizia, Ferdinand Ďurčanský).
L'arbitrato ebbe inizio nel Palazzo del Belvedere a mezzogiorno del 2 novembre 1938, alla presenza anche di Hermann Göring. Inizialmente le delegazioni cecoslovacca e ungherese ebbero la facoltà di presentare le loro argomentazioni, mentre dopo pranzo i due arbitri si ritirarono in una camera separata dove discussero intorno a una carta geografica. Ciano, che sosteneva le pretese ungheresi, fece di tutto per spostare il confine più a nord, mentre von Ribbentrop, che proteggeva gli interessi cecoslovacchi, spingeva nella direzione opposta. Alla fine, la tenacia di Ciano ebbe la meglio sul più cedevole von Ribbentrop e così alle 19 circa fu pronunciato il lodo arbitrale. La delegazione cecoslovacca ne fu così scioccata che Ribbentrop e Chvalkovský dovettero insistere affinché Tiso firmasse il documento.

## Contenuto dell'arbitrato

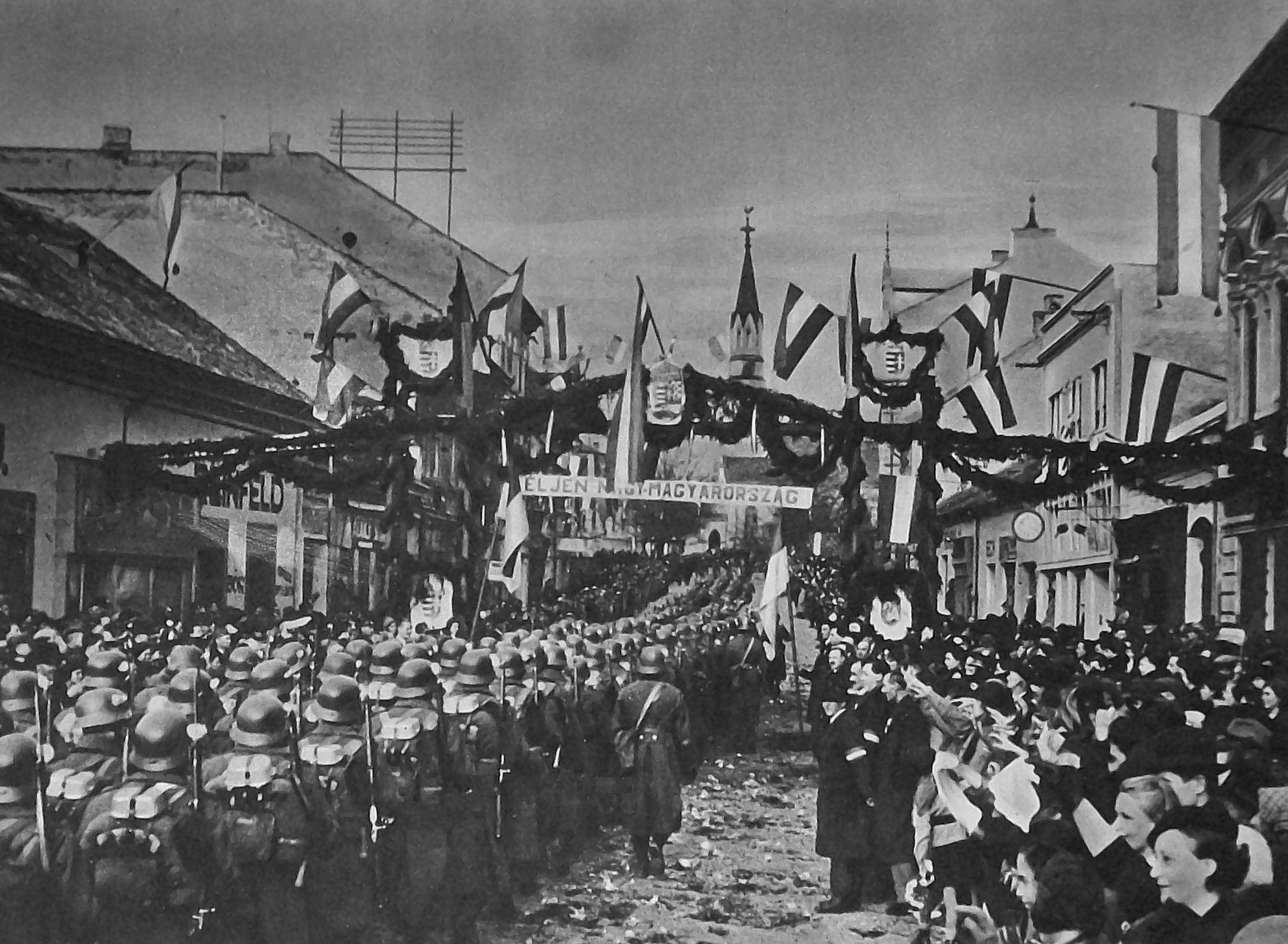
Le truppe ungheresi occuparono Lučenec.

Per effetto dell'arbitrato italo-tedesco, la Cecoslovacchia dovette accettare di cedere all'Ungheria tutti i territori della Slovacchia e Rutenia subcarpatica a sud della linea Senec - Galanta - Vráble - Levice - Lučenec - Rimavská Sobota - Jelšava -Rožnava - Košice - Michaľany - Veľké Kapušany - Užhorod - Mukačevo, ivi comprese tutte le città finora menzionate, fino al confine con la Romania. In questo modo la Cecoslovacchia poté mantenere le città slovacche di Bratislava e Nitra, mentre l'Ungheria entrò in possesso delle tre città contese in Rutenia così come di altre quattro nella Slovacchia meridionale.
Il territorio ceduto aveva una superficie di 11.927 km² (di cui 10.390 nell'attuale Slovacchia e il resto nell'odierna Ucraina) e una popolazione di circa 1.060.000 abitanti. Secondo l'ultimo censimento cecoslovacco (del 1930), la parte slovacca di questi territori aveva 852.332 abitanti, di cui 506.208 (59%) ungheresi, 290.107 (34%) slovacchi, 26.227 (3%) ebrei, 13.184 (1,5%) tedeschi e 1.892 (0,2%) ruteni. Al contrario, secondo un censimento ungherese di fine 1938, nel territorio in questione vi erano solo 121.603 (circa 14%) slovacchi, mentre un censimento ungherese successivo (1941) riportò una popolazione di 869.299 abitanti, in cui l'elemento slovacco era ulteriormente sceso a 85.392 (10%) unità. Entrambe le fonti erano comunque concordi nello stimare poco al di sotto delle 70.000 unità il numero degli ungheresi rimasti nella parte non annessa della Slovacchia. In realtà tutti questi dati non erano di per sé contraddittori, in quanto come già sottolineato a seconda delle circostanze storiche molti abitanti bilingui dichiaravano la propria appartenenza a un gruppo etnico piuttosto che a un altro.
Nonostante analogamente all'Accordo di Monaco l'arbitrato di Vienna mirasse a restituire all'Ungheria i territori a maggioranza ungherese (o meglio: i territori in cui, in base al censimento del 1910, la maggioranza della popolazione aveva dichiarato come propria lingua d'uso l'ungherese), in realtà il nuovo confine fu tracciato in violazione di questo principio. Vennero difatti inglobate nei nuovi confini i territori rurali di Košice, Bratislava (nel 1910 nella città stessa la lingua d'uso più diffusa era il tedesco), Nové Zámky, Vráble, Hurbanovo e Jelšava. Se si prende come base il censimento cecoslovacco del 1930, allora le eccezioni si fanno più vistose: gli slovacchi costituivano la maggioranza in 182 dei 779 comuni ceduti, ed erano il 60% nella città di Košice e 73% nel distretto di Vráble.
Per effetto dell'arbitrato la Slovacchia perse il 21% del suo territorio, il 20% delle industrie, oltre il 30% delle terre arabili, il 27% delle centrali energetiche, oltre metà delle sue vigne, 28% delle sue miniere di ferro e 930 km di linee ferroviarie. La Slovacchia orientale perse anche la sua città principale (Košice) e molti snodi ferroviari, al pari della Rutenia subcarpatica che inoltre fu privata di tutte le sue terre arabili.
L'arbitrato sancì inoltre che "entrambe le parti accettano la decisione arbitrale come ritocco finale della frontiera". Questa disposizione sarebbe tuttavia stata violata dall'Ungheria, nel giro di breve tempo. Il 15 marzo infatti, con la disgregazione della Cecoslovacchia, l'Ungheria invase e occupò l'intera Rutenia subcarpatica e intraprese operazioni belliche al confine con la Slovacchia indipendente, che culmineranno nella breve guerra slovacco-ungherese del 23-26 marzo 1939.